# Edward Calvin Kendall
Edward Calvin Kendall (South Norwalk, 8 marzo 1886 – Princeton, 4 maggio 1972) è stato un chimico e biochimico statunitense, premio Nobel per la medicina nel 1950.
Vinse il Premio Nobel insieme a Tadeusz Reichstein e Philip Showalter Hench per la scoperta del cortisolo, un ormone rilasciato dalle ghiandole surrenali in situazioni di stress.

## Infanzia ed educazione
Kendall è nato a South Norwalk, Connecticut nel 1886. Ha frequentato Columbia University, conseguendo la laurea nel 1908, un Master in Chimica nel 1909 e un dottorato di ricerca in Chimica nel 1910.

## Carriera nella ricerca
Dopo aver ottenuto il dottorato di ricerca, il suo primo lavoro è stato nella ricerca per Parke, Davis and Company, con il compito di isolare l'ormone associato alla ghiandola tiroidea. Ha continuato questa ricerca al St. Luke's Hospital di New York fino al 1914. È stato nominato capo della sezione di biochimica nella scuola di specializzazione della Mayo Foundation e l'anno successivo è stato nominato direttore della divisione di biochimica.
Kendall ha dato diversi notevoli contributi alla biochimica e alla medicina. La sua scoperta più notevole è stata l'isolamento della tiroxina, anche se non è stato il lavoro per cui ha ricevuto più riconoscimenti. Insieme agli associati, Kendall è stato coinvolto nell'isolamento del glutatione e nella determinazione della sua struttura. Ha anche isolato diversi steroidi dalla corteccia della ghiandola surrenale, uno dei quali inizialmente era chiamato Composto E. Lavorando con il medico della Mayo Clinic Philip Showalter Hench, il Composto E è stato usato per trattare l'artrite reumatoide. Il composto è stato infine chiamato cortisone. Nel 1950, Kendall e Hench, insieme al chimico svizzero Tadeus Reichstein, furono insigniti del Premio Nobel 1950 per la Fisiologia o la Medicina per "le loro scoperte relative agli ormoni della corteccia surrenale, alla loro struttura e agli effetti biologici". La sua conferenza per il Nobel si è concentrata. sulla ricerca di base che ha portato al suo premio, ed era intitolata "Lo sviluppo del cortisone come agente terapeutico"." A partire dai premi 2010, Kendall e Hench erano gli unici premi Nobel ad essere affiliati alla Mayo Clinic.
La carriera di Kendall alla Mayo terminò nel 1951, quando raggiunse l'età pensionabile obbligatoria. È passato alla Princeton University, dove è stato Professore invitato presso il Dipartimento di Biochimica. Rimase affiliato a Princeton fino alla sua morte nel 1972. Oltre al Premio Nobel, Kendall ha ricevuto altri importanti premi tra cui il Lasker Award, il Passano Foundation Award e il Cameron Prize per la terapeutica dell'Università di Edimburgo. Kendall ha ricevuto il Golden Plate Award dell'American Academy of Achievement nel 1966. Ha ricevuto dottorati onorari dall'Università di Cincinnati, dalla Western Reserve University, dal Williams College, dalla Yale University, dalla Columbia University, dalla National University of Ireland e dal Gustavus Adolphus College.

## Vita privata
Nel 1915 Kendall sposò Rebecca Kennedy dalla quale ebbe quattro figli. Morì nel 1972 a Princeton (New Jersey) e sua moglie morì nel 1973